# Varnost voda
Varnost voda je bila opredeljena kot "zanesljiva razpoložljivost in kakovost vode za zdravje, preživetje in proizvodnjo, skupaj s sprejemljivo stopnjo tveganja, povezano z vodo.« Trajnostnega razvoja ni mogoče doseči brez svetovne pitne vode. Vodno varnejši svet združuje skrb za pravo vrednost vode s skrbjo za njegovo uporabo za človeško preživetje in dobro počutje. Vodno varnejši svet izkorišča proizvodne zmogljivosti vode in zmanjša svojo destruktivno silo. Varnost vode pomeni tudi varstvo okolja in negativne posledice slabega upravljanja. To predstavlja skrb zaradi razdrobljene odgovornosti za vode in integracijo upravljanja z vodami v vseh sektorjih - finance, načrtovanje, kmetijstvo, energetika, turizem, industrija, izobraževalnje in zdravstvo. Vodni varnejši svet zmanjšuje revščino, napredek izobraževanja in povečanje življenjskega standarda. To je svet, v katerem je boljša kakovost življenja za vse, še posebej za najbolj ranljive, zlasti ženske in otroke, ki imajo največ koristi od dobrega upravljanja z vodami.

## Ozadje
Glede na Pacific Institute, medtem ko se bodo regionalni vplivi spreminjali, utegnejo globalne podnebne spremembe vplivati na produktivnost kmetijstva, razpoložljivost in kakovost pitne vode, na dostop do pomembnih mineralov, na obalne in otoške poplave, in še več. Posledice bodo vplivale na politične odnose, preureditve energetskih trgov in regionalnih gospodarstev in ogrožanje varnosti. "
To vpliva na regije, dežele in države. Obstajajo trenja med uporabniki vode v zgornjem in spodnjem toku znotraj posameznih pristojnosti.
Skozi zgodovino je bilo veliko sporov za uporabo vode iz rek, kot sta Tigris in Evfrat. Drug primer je zelo spolitiziran primer izraelskega nadzora vodnih virov v regiji Levante od njegove ustanovitve, v katerem je Izrael zavaroval svoje vodne vire za številne voznike, za leto 1967 - šestdnevna vojna.
Za varnost voda je včasih potrebno izvajanje razsoljevanja morske vode, cevovodi med viri in porabniki, vodna dovoljenja z različnimi stopnjami varnosti in vojne.
Vodna razporeditev med konkurenčnimi uporabniki se vedno bolj določa z uporabo tržnih cen, bodisi za dovoljenje za vodo ali za dejansko vodo.

## Pitna voda
Vode, v absolutnem smislu, ne primankuje na planetu. Ampak, glede na navedbe United Nations vodne organizacije, UN-Water, dobava celotne sveže vode za ekosisteme in ljudi je le približno 200.000 km3 vode - manj kot en odstotek (<1%) vseh sladkovodnih virov. Poraba vode se je v zadnjem stoletju povečala na več kot dvakratno stopnjo rasti prebivalstva. Zlasti se pričakuje, da se bo umik vode povečal za 50 odstotkov do leta 2025 v državah v razvoju, in 18 odstotkov v razvitih državah. Do leta 2025 bo 800 milijonov ljudi živelo v državah ali regijah z absolutnim pomanjkanjem vode in dve tretjini svetovnega prebivalstva bo lahko pod stresnimi pogoji.

## Raziskava
Glede na Nature (2010), približno 80% svetovnega prebivalstva (5,6 milijarde v letu 2011) živi v območjih kjer je nevarnost za preskrbo z vodo. Varnost voda je skupna grožnja za zdravje ljudi in narave, je pandemija. Človeška strategija upravljanja z vodnimi viri je lahko škodljiva za prosto živeče živali, kot na primer selitve rib. Regije s kmetijstvom in gosto populacijo, kot sta Združeni Narodi in Evropa, imajo visoko tveganje za vodno varnost. Voda se je vedno uporabljala kot orožje pri konfliktih. Negotovost vode je vedno spremljajo eno ali več vprašanj, kot so revščina, vojne, ženska nerazvitost in degredaciaj okolja. Raziskovalci ocenjujejo, da je bilo med letoma 2010-2015 potrebnih cca 800 milijard dolarjev za kritje letne svetovne investicije za globalno vodno infrastrukturo. Dobro upravljanje z vodnimi viri lahko upravljamo z varstvom biotske raznovrstnosti in človeškim varstvom za vodo. Ohranitev poplavnih območij namesto izgradnje rezervoarjev bi zagotavljalo stroškovno učinkovit način za nadzor poplav in zagotavljalo zavarovanje prosto živečih živali, ki zavzemajo ta področja.
Lawrence Smith, predsednik Inštituta za prebivalstvo, navaja, da čeprav je velika večina planeta sestavljena iz vode, je 97% te vode iz slane vode; pitne vode za človeško porabo je le 3% celotne količine vode na svetu. Zato je Smith prepričan, da bi bila konkurenca za vodo v prenaseljenem svetu resna nevarnost za človeško stabilnost.
Dve milijardi ljudi je verjetno imelo dostop do vira pitne vode od leta 1990, pred tem letom jo je manjkalo. Odstotek ljudi v državah v razvoju, ki imajo dostop do varne vode je izračunan tako, da se je dostopnost izboljšala iz 30 odstotkov v letu 1970 na 71 odstotkov v letu 1990, na 79 odstotkov leta 2000 in na 84 odstotkov v letu 2004, vzporedno z rastjo populacije. Ta trend je treba nadaljevati
Zemlja ima omejene, vendar obnovljive vire pitne vode, ki so shranjeni v zbiralnikih vode, površinskih vodah in ozračju. Oceani so dober vir uporabne vode, vendar je zaradi količine energije, ki je potrebna za pretvorbo slane vode v pitno, prepovedano dobivati vodo s konvencionalnim pristopom. To pojasnjuje, zakaj le majhen delež oskrbe svetovne vode prihaja iz razsoljevanja. S sodobno tehnologijo, kot je toplogredna struktura za morje, bi lahko z uporabo sončne energije razsolili vodo in jo uporabljali v kmetijske namene in pitje in to na zelo stroškovno ugoden in učinkovit sistem.

## Najbolj prizadeta območja
Na osnovi zemljevida objavljenega s strani Posvetovalne skupine za mednarodne raziskave v kmetijstvu (CGIAR) so države in regije, ki trpijo največje pomankanje pitne vode: Severna Afrika, Bližnji vzhod, Indija, Srednja Azija, Kitajska, Čile, Južna Afrika in Avstralija. Pomanjkanje vode se povečuje tudi v Južni Aziji.

## Mednarodna konkurenca
Več kot v 50-ih državah na petih celinah obstajamožnost, da so v nevarnosti zaradi sporov okoli vode. Projek jugovzhodne Antolije v Turčiji na rekah Euphrates ima lahko resne posledice za oskrbo z vodo v Siriji in Iraku

## Uporaba sončne energije za razsoljevanje vode
Nov pristop pridobivanja vode imajo s konceptom "Seawater Greenhouse", kjer uporabljajo morsko vodo, ki jo z uporabo sončne energije s pomočjo toplogredne strukture razsolijo in z njo v posebej prilagojenih rastlinjakih oskrbujejo živilske pridelke. Tehnika se uporablja na območjih v bližini morja. Primer prakticiranja sistema je npr. na farmi Sundrop v Avstraliji.

## Vir
1. ↑  Grey, David; Sadoff, Claudia W. (1. september 2007). »Sink or Swim? Water security for growth and development«. Water Policy. Iwaponline.com. 9 (6): 545–571. Pridobljeno 16. avgusta 2014.
2. ↑  »What is Water Security? - THE CHALLENGE - Global Water Partnership«. Gwp.org. 25. marec 2010. Pridobljeno 16. avgusta 2014.
3. ↑  »arhivska kopija«. Arhivirano iz prvotnega spletišča dne 5. septembra 2010. Pridobljeno 2. junija 2016.
4. 1 2  http://www.stormingmedia.us/75/7593/A759324.html Arhivirano 2018-05-08 na Wayback Machine. Retrieved 2009-01-19
5. ↑  Jameel M. Zayed, No Peace Without Water – The Role of Hydropolitics in the Israel-Palestine Conflict http://www.jnews.org.uk/commentary/“no-peace-without-water”-–-the-role-of-hydropolitics-in-the-israel-palestine-conflict
6. ↑  »arhivska kopija«. Arhivirano iz prvotnega spletišča dne 6. septembra 2013. Pridobljeno 2. junija 2016.
7. ↑  Balancing water supply and wildlife Nature online 29 September 2010
8. ↑  Björn Lomborg (2001). The Skeptical Environmentalist (PDF). Cambridge University Press. str. 22. ISBN 0-521-01068-3. Arhivirano iz prvotnega spletišča (PDF) dne 25. julija 2013. Pridobljeno 4. junija 2016.
9. ↑  Retrieved 2009-01-19